# Billet de 5 000 francs Henri IV
Pour les articles homonymes, voir 5 000 francs.
Recto
Verso
Chronologie
5 000 francs Terre et Mer
Le 5 000 francs Henri IV est un billet de banque en francs français créé le 7 février 1957 par la Banque de France et émis le 21 novembre 1958. Il fait suite au 5 000 francs Terre et Mer. Il sera remplacé par le 50 nouveaux francs Henri IV.

## Historique
Ce billet polychrome imprimé en taille douce appartient à la série "personnalités célèbres" et est le dernier billet libellé en "anciens francs".
Dans un premier projet signé Clément Serveau, le roi Henri IV apparaissait avec son fameux chapeau au "panache" qui fut abandonné et l'émission fut donc retardée. L'adoption d'un personnage représentant un roi n'alla pas sans polémique sous la IVe République mais d'autres personnages historiques, issus de l'Ancien régime avaient été adoptés sans trop de réserve par le public comme pour le 1 000 francs Richelieu ou bien encore le 10 000 francs Bonaparte. Toutefois, sous la Cinquième République, la Banque de France se ralliera à des créateurs et des scientifiques uniquement.
Ce billet fut imprimé entre 1957 à 1959 et a très peu circulé seuls 170 000 000 d'exemplaires ont été émis.
Il est retiré de la circulation à partir du 4 janvier 1960 avant d'être privé de cours légal le 1er avril 1968.

## Description
La vignette fut conçue d'après l’œuvre du peintre Jean Lefeuvre qui s'inspire d'une estampe de Jacques de Fornazéris (1594-1622), la gravure étant exécutée par André Marliat et Jules Piel.
D'un équilibre polychrome certain, les tons dominants tirent vers le rouge et le jaune.
Au recto : au centre, le roi Henri IV en tenue de chef des armées tenant son bâton de commandeur avec en fond le Pont-Neuf qui comporte la fameuse Samaritaine, une pompe à eau comme on peut la voir sur le tableau de Raguenet.
Au verso : le roi est toujours au centre avec en fond le château de Pau et à droite les armes de la ville.
Le filigrane montre le visage de Marie de Medicis de trois-quarts.
Les dimensions sont de 160 × 85 mm.

## Les exemplaires surchargés
Le 30 octobre 1958 la Banque décide de faire surcharger en rouge de la mention « contre-valeur de 50 nouveaux francs » les coupures 5 000 francs Henri IV mais sur le recto seulement. Ces coupures sont émises à partir du 17 juillet 1959 et furent retirées de la circulation à compter du 4 janvier 1960 lorsque furent prêtes les coupures exprimées en nouveaux francs. Il y a eu 30 000 000 d'exemplaires surchargés.

## Remarques
- Clément Serveau exécuta en 1950 un projet très avancé pour un billet de 5 000 francs « Henri II et Diane de Poitiers » qui ne fut jamais émis.